# Le Gentil (hố)
Le Gentil là một hố va chạm nằm ở phía nam-tây nam, gần vùng rìa của Mặt Trăng, gần như gắn liền với rìa phía nam của đồng bằng lớn có vách chắn bao quanh là hố Bailly. Về phía đông nam là hố va chạm lớn Drygalski. Do vị trí của nó, hố va chạm này dường như bị thu nhỏ đáng kể khi được nhìn từ một góc quan sát nghiêng từ Trái Đất.
Là một hệ tầng, hố va chạm này đã bị các va chạm làm xói mòn sâu, để lại một hệ tầng bị tổn hại nặng nề, chỉ hơn một vùng trũng trên bề mặt một chút. Vùng rìa của nó giống như một gờ tròn vòng quanh, với các vết khía và vết lõm, nơi các hố nhỏ đục khoét bề mặt. Nền bên trong có vô số các hố rất nhỏ và 2 hố nhỏ là Le Gentil C và Le Gentil B. Có một miệng hố rất nhỏ gắn vào rìa phía đông của Le Gentil C.

## Hố kèm theo
Theo quy ước, các đặc trưng này được nhận dạng trên các bản đồ mặt trăng bằng cách đặt chữ cái ở bên cạnh điểm giữa miệng hố gần nhất với Le Gentil.
| Le Gentil | Vĩ độ    | Kinh độ  | Đường kính |
| A         | 74,63° N | 52,63° T | 33-37 km   |
| B         | 75.48° N | 74,05° T | 15,72 km   |
| C         | 74,36° N | 75,28° T | 18,68 km   |
| D         | 74,6° N  | 64,1° T  | 12,38 km   |
| G         | 71,74° N | 59,12° T | 17,35 km   |
| --------- | -------- | -------- | ---------- |